# Alton de Bavière
Pour les articles homonymes, voir Alton.
Alton de Bavière ou Alton d'Altomünster ou saint Alton est un saint catholique, né en Irlande et décédé en Bavière vers 760. D'abord moine dans son pays, il partit évangéliser la Bavière. Vivant en ermite, il est devenu le fondateur du monastère d'Altomünster vers 750, autour duquel s'est développée la ville.  

## Hagiographie
La source principale de la vie de saint Alton de Bavière repose sur la Vita Sancti Altonis du moine Otloh de l'abbaye Saint-Emmeran, qu'il a rédigée à la demande de l'abbaye bénédictine d'Altomünster nouvellement fondée. Sinon, l'archidiocèse de Munich et Freising possède un document datant d'environ 763 avec la signature Alto reclausus (Alton l'ermite) qui est considérée comme la sienne. 
Selon la Vita, Alton était un moine bénédictin irlandais qui reçut dans une vision l'ordre de quitter sa patrie et d'entreprendre un voyage missionnaire dans le cadre d'une peregrinatio propter Christum (un pèlerinage à cause du Christ). Ainsi, il se disposait à répandre le catholicisme appris en école monastique à l’instar de saint Colomban, Gall, Magne de Füssen, Wendelin, et bien d’autres.   
Il arriva en Bavière vers 743, où le roi Pépin le Jeune lui offrit une forêt encore appelée aujourd'hui forêt d'Alton (Altowald). Alton y mena une vie dépouillée et dévotionnelle, et sa réputation de sainteté attira de plus en plus de disciples qu’il finit par installer dans un ermitage qui va devenir un monastère et plus tard une abbaye. Baptisée en son honneur, la ville d'Altomünster (monastère d’Alton) s'est développée autour de lui. Le monasterium altonis fut consacré par saint Boniface de Mayence. 
Otloh relate les miracles de l’établissement du lieu de culte. La légende raconte qu'Alton marquait de son couteau les arbres qui devaient être défrichés et que ceux-ci tombaient ensuite d'eux-mêmes. Les oiseaux auraient emporté les branches et les rameaux et contribué ainsi à la construction de l'église. Lorsque l'eau manqua pour la construction du monastère, il fit jaillir une source à l'aide de son bâton, source qui fut bientôt fréquentée pour ses vertus curatives. Un autre miracle est relaté, l'apparition de l'Enfant Jésus au-dessus du calice lors de la célébration d'une messe (miracle du calice).  

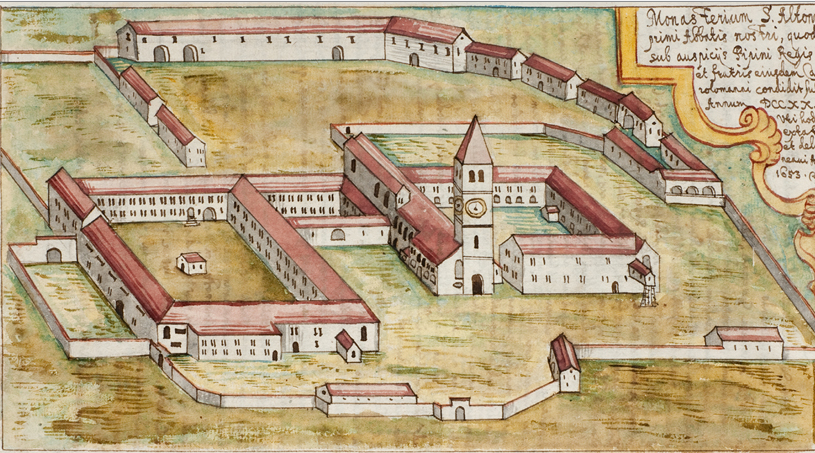
Gravure de l'abbaye en 1653, Gabriel Bucelin.

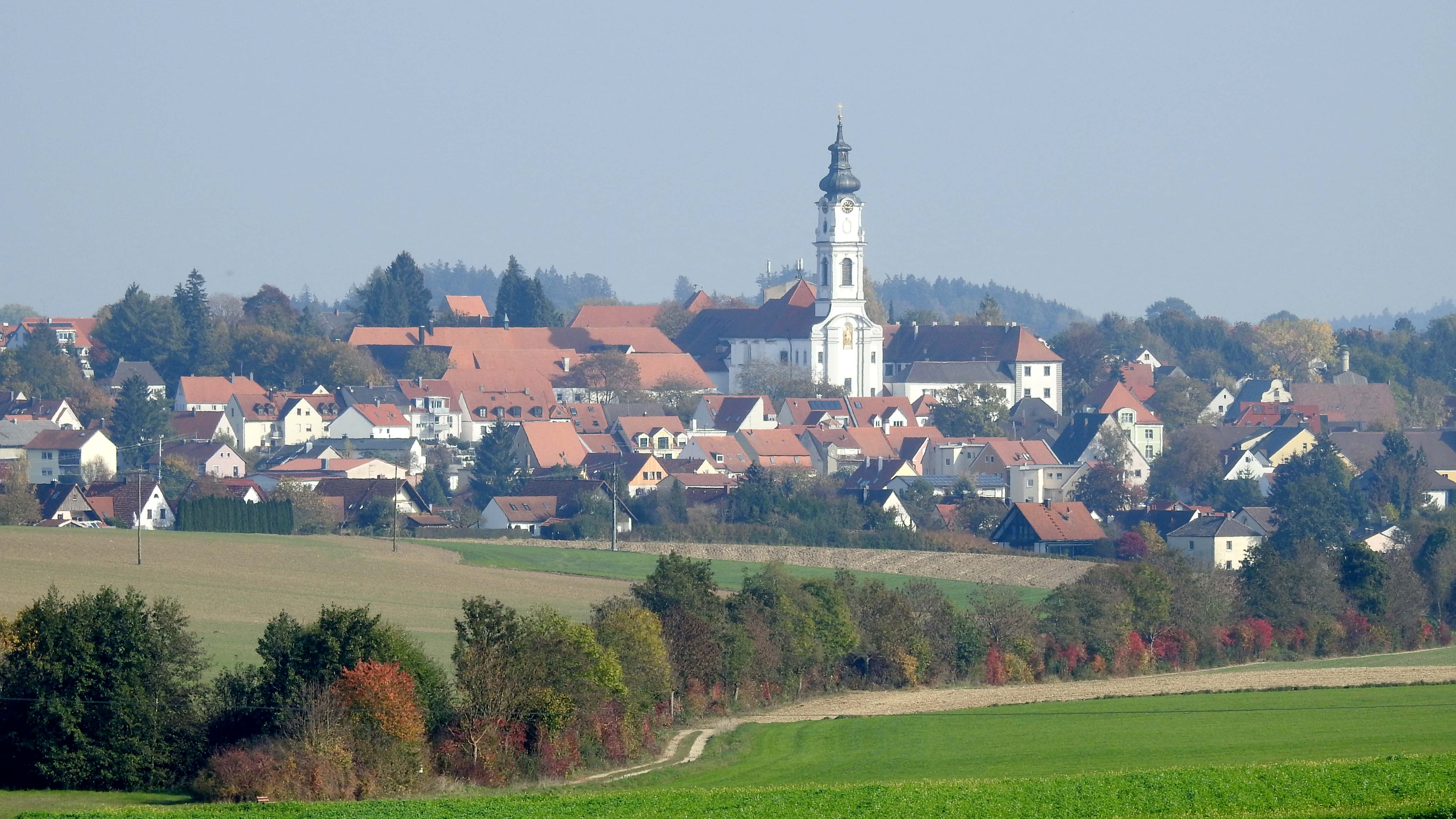
Vue générale d'Altomünster.

La présence d'un monastère à Altomünster n'est attestée qu'au Xe siècle. Toujours selon la tradition, Alton apparut en vision vers l’an mille à un roi des Welf pour lui demander de restaurer sa fondation détruite par les envahisseurs hongrois (Magyars). En 1056, les frères déménageant à l'abbaye de Weingarten, les sœurs bénédictines s'y installent. Puis Altomünster devient en 1497 une abbaye brigittine qui va subsister plus de cinq siècles. Depuis 2017, l'église est devenue paroissiale.

## Postérité
La fête de saint Alton de Bavière a été mentionnée pour la première fois dans un missel de Freising au Xe siècle. Selon son inscription dans le Martyrologe romain, il est fêté par l'Église catholique le 9 février.
Suivant la tradition, Alton est représenté en abbé avec un bâton ou en évêque en tenue pontificale. L'ermite tient généralement un couteau avec lequel il marquait les arbres de la forêt. Souvent, le saint porte un calice avec l'Enfant Jésus, tel qu'il lui est apparu lors de la célébration d'une messe.
Un chant lui a été dédié au XIXe siècle, composé par un enseignant d'Altomünster, Ignaz Huber. 
La commune a mis en place tout un parcours en hommage à saint Alton avec un sentier dans la forêt.

## Source
- (de) Cet article est partiellement ou en totalité issu de l’article de Wikipédia en allemand intitulé « Alto (Heiliger) » (voir la liste des auteurs).